# Chiesa di San Michele Arcangelo (Borgosatollo)
La chiesa di San Michele Arcangelo è un luogo di culto cattolico di Piffione, frazione di Borgosatollo, in provincia e diocesi di Brescia; fa parte della zona pastorale di Rezzato.
La chiesetta risale all'VIII secolo.

## Storia

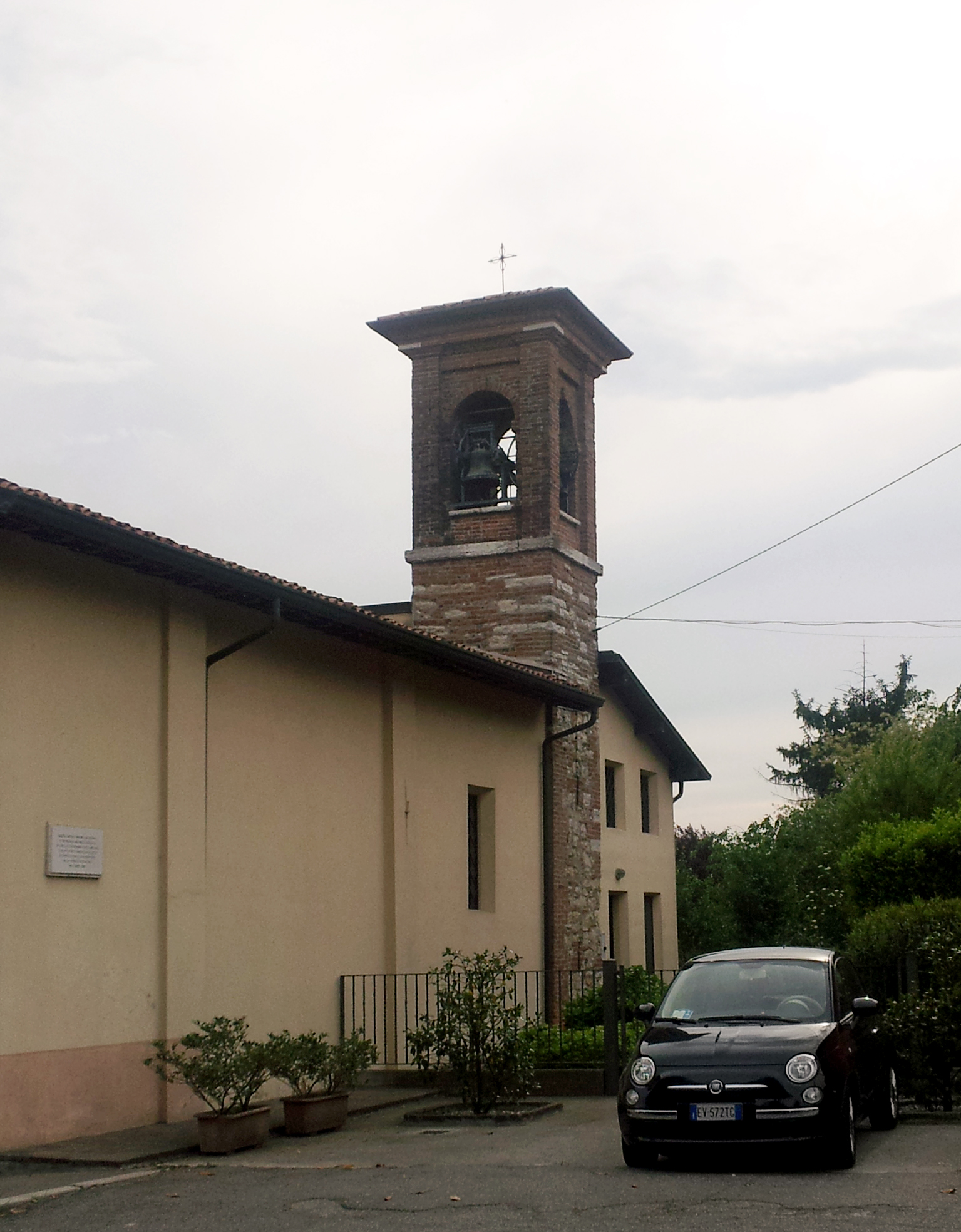
Campanile

Chiesa di origine longobarda, venne ampliata per volere di San Carlo Borromeo.
La facciata attualmente si presenta come una struttura a capanna con copertura a due falde,  semplicemente intonacata, non presenta caratteristiche stilistiche rilevanti. Al centro si pone il portale d'ingresso, affiancato da due esigue finestre rettangolari, un rosone centrale sovrasta il portone d'accesso. Questa attuale configurazione differisce da come appariva nei primi del novecento, infatti nelle foto del tempo non è presente il rosone centrale e le finestre hanno una forma più arcuata simile a quella delle nicchie che ospitano le statue interne. All'interno la chiesa è composta da una sola aula, e soffitto a vista con struttura in legno, sorretta da archi in laterizio. Il presbiterio, è di dimensioni minori rispetto all'aula e contiene appena l'altare maggiore, in quest'area si possono ancora ritrovare alcuni affreschi.
Affiancato al lato destro della chiesa è posto il campanile, realizzato in laterizio e pietra locale.
Una targa posta sul lato destro ricorda i lavori di restauro eseguiti nel 1986.

## Ubicazione
L'edificio si affaccia lungo la strada provinciale 23 Borgosatollo - Montirone a circa 8 km dal capoluogo cittadino.